# 五音篇海
『五音篇海』（ごおんへんかい）または『四声篇海』（しせいへんかい）は、金の韓孝彦・韓道昭父子によって1208年に編纂された字書。正式名称は改併五音類聚四声篇（かいへいごおんるいじゅうしせいへん）。「篇」とは『玉篇』の意味。
全15巻からなり、444の部首を五音三十六字母、すなわち頭子音の順に並べる。見母金部に始まり、日母日部に終わる。頭子音の同じ部首は平・上・去・入の四声によって並べている。同じ部首の字を筆画順に並べており、部首画数引き字書である。ただし、画数順になっているのはひとつの部首に200字以上を含むような大きな部首に限られ、すべての部首が画数順になっているわけではない。
収録字数は54,595字と非常に多い。『玉篇』を中心にして複数の字書から文字を採用しており、他の文献に見えない漢字を大量に含むことも特徴である。『康熙字典』や『大漢和辞典』の引く奇妙な字は『五音篇海』からの孫引きであることが多い。

## 増広類玉篇海
部首画数引きの字書は『五音篇海』が最古ではなく、先行する王なにがし・秘詳らの『篇海』があることは『五音篇海』の序の文章によって以前から知られていたが、最近になって現存最古の部首画数引き字書である金の邢準『新修絫音引証群籍玉篇』の中に王太『増広類玉篇海』を大定4年（1164年）に秘詳らが重修した『大定甲申重修増広類玉篇海』の序文が載っているのが発見され、詳しい事情がわかるようになった。
『増広類玉篇海』は『玉篇』22,872字をもとにして、これに『省篇韻』『搨本篇韻』『陰佑餘文』『古龍龕』『龕玉字海』『会玉川篇』『奚韻』『類篇』（現存の『類篇』とは別の書ではないかという）の8書から採った39,364字を加えた大部の字書であった。これらの書のうち『古龍龕』は『龍龕手鑑』のことだが、それ以外は現存しない。採字元の書は書名を書くかわりに記号で表すが、『省篇韻』『搨本篇韻』『龕玉字海』の3書には記号が存在しない。部首はおおむね『玉篇』のものを使うが、同じ部首の字は画数によって並べられていた。

## 五音篇海
韓道昇（韓孝彦の甥）による『五音篇海』の序によると、明昌7年（1196年）、韓孝彦は『玉篇』の部首を三十六字母によって並べかえた『五音篇』という字書を作った。ついで泰和8年（1208年）、韓孝彦の次男韓道昭は、部首を併合して444部にし、また『捜真玉鏡』などから12,345字を追加した。なお序によれば、444とは『易』の六十四卦、すなわち三百八十四爻と天干地支の六十干支を足した数であると意味づけされている。
小川環樹によると、444の部首の内訳は、『玉篇』に由来するものが422部、『龍龕手鑑』に由来するものが22部であるという。
『五音篇海』も『増広類玉篇海』と同様、採字元を記号で表すが、新たに『対韻音訓』『捜真玉鏡』『併了部頭』『俗字背篇』の記号が追加されている。このうち『対韻音訓』は多音字の音を追加したものを指し、『併了部頭』は韓道昭が併合したために部首でなくなった字につけた記号で、いずれも書名ではない。序によると『捜真玉鏡』からは1万字ほどを追加したとあり、この本が主な追加元であったことがわかる。『捜真玉鏡』は現存しないが、小川環樹によるとおそらく道教関係の字書であり、韓孝彦自身が道教と関係の深い人であった、
各字には反切または直音注で音を示し、意味を記すが、意味が書いてない字も多い。

## テキスト
『五音篇海』には金刻本の残巻がある。
韓道昭にはほかに『広韻』式の韻書だが、同韻の文字をやはり五音三十六字母の順に並べた『五音集韻』15巻がある。明の成化3年（1467年）、僧の文儒らが二書を校刊し、合わせて『篇韻類聚』30巻と称した。この成化重刻本が現存する最古の完本である。
明代には何度も重刻された。成化重刻本のほかには正徳重刻本（1515年）・万暦重刻本（1589年）などがある。